# Suprema camera di controllo della Repubblica di Polonia
La Suprema camera di controllo (in polacco Najwyższa Izba Kontroli) è la Corte dei conti della Repubblica polacca. È stata istituita per la prima volta nel 1919, durante la Seconda Repubblica di Polonia, e sopravvivendo anche durante il periodo comunista, è oggi uno dei più antichi organi costituzionali del paese. 
La composizione ed il funzionamento sono disciplinati dalla legge del 23 dicembre 1994, che prevede che il Presidente ed i componenti siano nominati dal Sejm. Proprio al Parlamento polacco indirizza annualmente relazioni ed analisi sul bilancio dello Stato e la politica economica e monetaria. 
Tramite le proprie sezioni specializzate e territoriali (articolate in ognuno dei 16 voivoidati) esercita funzioni di audit sulle amministrazioni centrali e locali, su società ed enti pubblici e sulle aziende ed organizzazioni che ricevono contributi o appalti pubblici.